# Вајат Ерп
Вајат Бери Стап Ерп (Монмут (Илиноис), 19. март 1848 — Лос Анђелес (Калифорнија), 13. јануар 1929) био је амерички шериф, полицајац, коцкар, боксер, рудар, салунер, фармер, возач кочија, ловац на бизоне и учесник обрачуна код О. К. корала. 

## Детињство и младост
Рођен је 13. марта 1848. године у Монмуту, округ Ворен, Илиноис. Отац му је био Николас Портер Ерп, а мајка Вирџинија Ен Кокси. Име је добио по претпостављеном официру свога оца у Америчко-мексичком рату, Вајат Бери Стафу. Имао је старијег полубрата Њутна кога је Николас родио у претходном браку и полусестру Марија Ану која је умрла са десет месеци. Године 1840. Николас се по други пут оженио. Са Вирџинијом је имао осморо деце (Џејмса, Вирџила, Марту, Вајата, Моргана, Бакстера, Вирџинију и Аделу). 
Од 1865. године Вајат као помоћник своме брату Вирџилу ради као возач за компанију Финеаса Банинга. Три година касније почиње да се бави боксом и коцкањем на железничкој станици у Вајомингу. Стекао је репутацију доброг боксера борећи се са Џоном Шансијем и Мајком Донованом (1868/9). На пролеће 1868. године Ерпови су се преселили на исток у Ламар (Мисури) где Вајатов отац постаје шериф. Николас је дао отказ на место градског полицајца 17. новембра 1869. године те је Вајат дошао на његово место. 
Крајем 1869. године Вајат Ерп је упознао Урилу Сутерленд (око 1849—1870), ћерку хотелијера Вилијама из Њујорка. Венчали су се 10. јануара 1870. године у Ламару. Вајат је августа исте године купио доста земље на периферији града за 50 долара. Урила је била трудна када је умрла исте године од тифуса. Новембра исте године Ерп је продао имање и кућу на њему за 75 долара. За функцију констабла борио се са својим старијим полубратом Њутном и победио га освојивши 137 гласова (Њутн 108). 

### Проблеми са законом
Марта 1871. године округ Бартон поднео је тужбу против Вајата Ерпа који је био задужен за прикупљање такси којима се финансирала изградња школе у Ламару. Џејмс Кромвел је 31. марта поднео тужбу против Вајата за фалсификовање докумената о износу новца. Дана 6. априла исте године заменик маршала, Ј. Г. Овенс оптужио је Ерпа за крађу два коња (сваки вредан по 100 долара) за коју су се теретили Едвард Кенеди и Џон Шаун. Комесар Џејмс Черчил одредио је кауцију на 500 долара. Вајат је побегао из затвора и кренуо ка Пиорији (Илиноис). 
Вајатов биограф Стјуарт Лејк бележи да је Вајат зиму 1871-2. провео у лову на бизоне. Ерп је три пута хапшен у Пиорији у овом периоду. У именику Пиорије наведено је да Ерп станује у кући Џејн Хаспел која је била власница бордела. Ухапшен је током рације и кажњен са 20 долара. Због исте ствари поново је ухапшен 11. маја и поново 10. септембра 1872. године. Пиоријски Daily National Democrat објавио је чланак под називом Beardstown Gunboat о Сали Хекел за коју је написано да је Вајатова жена. 

## Вичита и Даџ Сити
Почетком 1874. године Вајат се преселио у Вичити где је становао у борделу Сали Ерп. Могуће је да је тамо био макро, али историчар Роберт Гари Л. Робертс сматра да је вероватно био избацивач. Могуће је да се бавио ловом на бизоне између 1873. и 1874. године пре него што је допутовао у Вичиту. На попису државе Канзас јуна 1875. године Сали више није живела са Вајатом. Октобра 1874. године Вајат је помогао једном полицајцу да похвата лопове који су украли стоку једног каравана. Ерп је званично постао помоћник маршала Вичите 21. априла 1875. године након избора Мајка Мигера за градског шерифа. Зарађивао је 100 долара месечно. Истовремено је играо фаро у салуну Лонг Бренч. 
Почетком 1876. године Вајат се сукобио са револверашем. Приликом обрачуна му је испао револвер из футроле. Метак је прошао кроз ревер Вајатовог капута. Априла исте године потукао се са Билом Смитом, бившим маршалом, због чега је отпуштен и ухапшен због ремећења мира. 
Исте године Вајат се сели у Даџ Сити који је постао центар за трговину стоком из Тексаса. Именован је за помоћника шерифа Даџ Ситија, Лауренса Деџера, маја 1876. године. Зиму 1876-7. Вајат је провео у Дедвуду у Јужној Дакоти. Јула 1878. године добио је казну од 1 долара због тога што је ударио проститутку Франки Бел. Ерп је добио законски минимум, а Бел је провела ноћ у затвору и кажњена је са 20 долара. 

### Упознавање Дока Холидеја
Октобра 1877. године револвераш Дејв Рудабаг опљачкао је станицу железнице Санта Фе и побегао је ка југу. Ерпу је наређено да крене у потеру за Рудабагом. Гонио га је 640 km. У граду Клир Форк на обали реке Бразос добио је информацију од свог пријатеља, боксера Џона Шансија, сада власника салуна Кошница, да је Рудабаг прошао кроз град прошле недеље. Пошто није имао више информација, Шанси је предложио Ерпу да за информације пита коцкара Дока Холидеја који је са Рудабагом играо карте. Холидеј је рекао Ерпу да се Рудабаг вратио у Канзас. 
Почетком 1878. године Ерп је поново у Даџ Ситију где је постао помоћник градског маршала Чарлија Басета. Док Холидеј је, заједно са својом ванбрачном супругом Катарином Хоновеј, такође дошао у Даџ Сити лета 1878. године. Ерп и Холидеј заједно су се сукобили са пијаним каубојима који су демолирали Лонг Бренч салун. Ерп је Холидеју спасао живот тог дана те су њих двојица постали пријатељи. 
Ерп је у Даџ Ситију упознао и са Јаковом и Батом Мастерсоном, Луком Шортом и проститутком Мети Блејлок која је постала његова ванбрачна супруга (до 1881). Ерп је поднео оставку полицији Даџ Ситија 9. септембра 1879. године те се упутио у Лас Вегас у Нови Мексико, а затим и у Аризону. 

## Тумстоун
Вајатов брат Вирџил предложио му је да се пресели у бумтаун Тумстоун где би могао стећи богатство ископавањем сребра. Вајат и Мери запутили су се у Аризону У Лас Вегасу поново су срели Док Холидеја и Катарину. Дана 1. децембра 1879. године, Вајат, Вирџил и Џејмс Ерп са својим супругама стижу у Тумстоун. Док Холидеј је остао у Прескоту где је новац зарађивао коцком. Вирџил је недавно именован замеником маршала Тумстоуна. 
Тумстоун је основан 5. марта 1879. године. Око 100 људи који су га настањивали најпре су живели у баракама. Када су Ерпови стигли у град девет месеци касније, Тумстоун је већ имао 1000 становника. Посао у руднику се, међутим, показао неисплативим за Вајата те је прихватио да ради за компанију Велс Фарго. Године 1880. у Тумстоун су стигли и Док Холидеј и Вајатов млађи брат Морган. 
Браћа Ерп први пут су се сукобили са "Каубојима" лета 1880. године. Реч је о крадљивцима стоке који су компанији Велс Фарго задавали велике проблеме. Први сукоб завршен је споразумом и лопови су обећали да ће вратити украдену стоку. Вајат је 28. јула 1880. године именован замеником шерифа источног дела округа Пима који је обухватао и Тумстоун. Дана 28. октобра учествовао је у револверашком обрачуну са пијаним каубојима. Вајат се на новом послу задржао око три месеца. У новом реизбору је на место шерифа округа Кочиз изабран Џони Бехан. Џони Бехан и Вајат Ерб били су заинтересовани за исту жену, Жозефину Маркус, због које су били у сукобу. Изгубивши посао, Ерп се почео бавити коцком у Оријентал салуну, сарађујући са својим пријатељима, коцкарима Бат Мастерсоном и Луком Шортом. 
Током 1881. године сукоб Ерпова и "Каубоја" (браће Клантон и Меклари) поново се распламсао. Тројица каубоја су 15. марта 1881. године опљачкали дилижансу Кинер и однели 26.000 долара у сребрним полугама убивши возача кочије. Ерпови су учествовали у хапшењу Лутера Кинга, једног од чланова банде. Вајат је рекао да је понудио награду од 3600 долара Ајку Клантону и Френку Мекларију у замену за информације о идентитету пљачкаша, али их није добио. Френкови пријатељи опљачкали су дилижансу Сенди-Боб-Тумстоун 8. септембра. 

### Обрачун код О. К. корала и Ерпова освета
Тензије између "Каубоја" и Ерпова достигле су врхунац 26. октобра 1881. године. Ајк Клантон, Били Клеборн и други "Каубоји" претили су недељама да ће убити Ерпове. Шериф града, маршал Вирџил Ерп, замолио је Вајата, Моргана и Дока Холидеја да му помогну да разоружа "Каубоје" који су се окупили у близини О. К. корала. Око 15 часова Ерпови и Холидеј кренули су према Фремонт Стриту где су се "Каубоји" окупили. Уследио је револверашки обрачун који се сматра једним од најпознатијих догађаја у историји америчког Дивљег запада. Окршај је трајао око 30 секунди, а испаљено је 30 метака. Вођа "Каубоја" Ајк Клантон и Били Клеборн побегли су током окршаја док су тројица "Каубоја" (Били Клантон, Том и Френк Меклери) убијени. Док Холидеј, Вирџил и Морган су рањени док је Вајат једини из окршаја изашао неповређен. 
Ајк Клантон је поднео тужбу за убиство против Ерпових и Холидеја. Један од сведока био је и шериф Џони Бехан. Ерпови су ангажовали адвоката Томаса Фица. На основу бројних сведока, судија је 30. новембра донео пресуду да не постоји довољно доказа да оптужи људе. Вајат Ерп и Док Холидеј остали су на слободи, али је њихова репутација нарушена. Присталице "Каубоја" на њих су гледали као на пљачкаше и убице. Спремали су освету. 
Дана 28. децембра Вирџил је рањен у заседи која му је постављена у улици Ален. Погођен је метком у раме и леву руку. Ајков шешир пронађен је у згради из које је пуцано. Средином јануара је Оријентал салун у коме се Ерп коцкао продат Милту Џојсу, Ерповом непријатељу. Вајат даје отказ у салуну. Дана 2. фебруара 1882. године Вајат и Вирџил су поднели оставке маршалу, али је он одбио да их прими јер браћа нису измирила своје обавезе. Истог дана је Вајат послао Ајку Клантону писмо и затражио од њега да се измире. Ајк је то одбио. Клантон је тога дана ослобођен оптужби за напад на Вирџила јер су сведоци потврдили да се у време пуцњаве налазио у Чарлстону. 

Дана 18. марта 1882. године Морган Ерп убијен је у салуну у коме је играо билијар. Морган је метком погођен у кичму. Други метак је умало погодио Вајата. Морган је умро 40 минута након што је упуцан. Вајат је решио да сам казни Морганове убице. 
Дан после убиства Моргана формирана је потера састављена од Џејмса Варена, Дока Холидеја, Шермана Мекмастера, Џека Џонсона, Чарлса Смита и Џона Вилсона. Њихова плата била је пет долара дневно. Потера се накратко вратила у Тумстоун где је шериф Бехан покушао је да их заустави, али га је Ерп игнорисао. Варен и Чарлс остали су у Тумстоуну, а остатак потере је одјахао у планине Драгун где су пронашли и убили "Индијанца Чарлија", једног од чланова Ајкове банде. Потера је током свог двонедељног јахања убила четворицу људи: Индијанца Чарлија, Френка Стилвела, Карли Била и Џони Барнса. Средином априла Ерпови напуштају Аризону и одлазе ка истоку, у Нови Мексико, а потом у Колорадо.

## После Тумстоуна
Ерпови, Холидеј и остали чланови потере напустили су Аризону. Најпре су се зауставили у Албукеркију где су срели старог пријатеља, Бата Мастерсона. Он их је пратио до Тринидада где је имао свој салун. Вајат је неколико недеља играо фаро у Мастерсоновом салуну. Потом је са Вареном, а можда и са Деном Типтоном, напустио салун и отишао за Ганисон (мај 1882). Лета 1882. године Вајат се развео од Мети Блејлок. Јула 1882. године Вајат је у Сан Франциску где су он и Бат Мастерсон примили позив у помоћ од заједничког пријатеља Лука Шорта који је био шериф Даџ Ситија. Градоначелник града покушао је да Лука Шорта истера из Даџ Ситија. Овај догађај, познат као "Рат у Даџ Ситију" завршен је компромисом, без испаљеног метка. 
Године 1884. Вајат Ерп, Џозефина, Варен и Џејмс Ерп и Џејмсова супруга Беси стигли су у Игл Сити у Ајдаху, бумтаун који је настао као резултат открића злата, сребра и олова у оближњим планинама. Данас је то "град духова" у округу Шошон. Ерп је именован за заменика шерифа у тој области. Тамо је оптужен за злоупотребу положаја. Након завршетка рударског подухвата Ерп и Жозефина накратко бораве у Ел Пасу. Године 1887. селе се у Сан Дијего. Тамо су провели око четири године живећи у хотелу Бруклин. Тамо се Ерп упустио у трговину некретнинама и у периоду између 1887. и 1896. године купио је четири хали за коцкање. У Сан Дијегу је био и судија у бокс мечевима и коњским тркама. 
Ерп се 1891. године преселио у Сан Франциско како би Жозефина била ближе својој породици. Тамо се прочуо као коцкар. Вредност Ерпове имовине у Сад Дијегу је пала због чега није могао да плати порезе. Био је приморан да прода већину некретнина. Жозефина и Вајат и званично су се венчали 1892. године. 
Године 1896. Вајат је оптужен да је варао у финалном мечу на такмичењу у боксу на коме је однео победу. Ерп је убрзо напустио Сан Франциско и са Жозефином отпутовао у Аласку. Новембра 1899. године отпутовао је у Сијетл у Вашингтон. Намеравао је да тамо купи салун и халу за коцкање. Дана 23. марта 1900. године држава Вашингтон поднела је кривичну пријаву против неколико коцкара укључујући и Ерпа. Априла 1900. године Ерп се вратио у Сан Франциско, а потом у Орегон. Одатле је отпутовао у Аласку. Децембра 1901. године напустио је Аласку и вратио се у Калифорнију. Имао је око 80.000 долара што је тада било мало богатство. Једно време провео је у бумтауну Тонопаху где је имао коцкарницу. Године 1905. преселио се у Голдфилд у Неваду где је живео Вирџил Ерп са својом женом. 

### Живот у Лос Анђелесу
Године 1910. полиција Лос Анђелеса ангажовала је Вајата (који је тада имао 62 године) и детектова Артура Мура за различите задатке. Плата им је била по 10 долара дневно. Дана 23. јула 1911. године оптужен је за варање на картама, али је ослобођен уз кауцију од 500 долара. Ерпови су купили кућу у Видалу и тамо су живели у периоду од 1925. до 1928. године. 
Ерп је током свог боравка у Лос Анђелесу постао консултант за неколико немих каубојских филмова. Године 1916. је са својим пријатељем, чувеним писцем Џеком Лондоном (кога је упознао у Аласки), посетио редитеља Раула Валша. Током вечере је најплаћенији забављач на свету, Чарли Чаплин, свратио да поздрави Вајата Ерпа. Године 1915. Ерп је присуствовао снимању филма Алана Двана у коме је глумио и Даглас Фербанкс. Спријатељио се и са Вилијамом Хартом и Томом Миксом, најпознатијим филмским каубојима свог времена. Они су често од Ерпа тражили савете. Често је посећивао снимање филмова Џона Форда. Почетком 1920-их Ерп је добио почасно место заменика шерифа у округу Сан Бернардино. Једини преживели Ерпов брат, Џејмс, умро је 25. јануара 1926. године.

## Смрт
Вајат Ерп је остао последњи преживели од браће Ерп и последњи преживели учесник обрачуна код О. К. корала. Умро је у малом бунгалову Ерпових у Лос Анђелесу од инфекције мокраћних путева (према неким изворима од рака простате) 13. јануара 1929. године у животној доби од 80 година. Није имао деце. Након смрти је кремиран.

## Вајатова породица
- Вајатови родитељи, Николас и Вирџинија Ерп
- Вајатов полубрат Џејмс Ерп
- Брат Вирџил Ерп
- Брат Морган Ерп
- Брат Бакстер Варен Ерп
- Ванбрачна супруга Мети Блејлок
- Џозефина Ерп, Вајатова супруга

## Галерија
- Родна кућа Вајата Ерпа
- Вајат Ерп 1873-5.
- Вајат Ерп 1870.
- Пиштољ Вајата Ерпа
- Мировна комисија у Даџ Ситију током спора мајора и Лука Шорта (Вајат - други са лева)
- Вајат Ерп и Док Холидеј, воштане фигуре
- Вајат Ерп у Тонопаху
- Вајат и Џозефина Ерп 1906. године
- Реконструкција обрачуна код О. К. корала